# جاك س. روان
جاك س. روان (بالإنجليزية: Jack C. Rowan)‏ هو مدير فني أمريكي، ولد في 22 مارس 1911، وتوفي في 31 أغسطس 1990 في مونرو في الولايات المتحدة.